# Chiesa di Santa Cecilia (Firenze)
La chiesa di Santa Cecilia si trovava nell'omonima piazza Santa Cecilia a Firenze, vicinissima a piazza della Signoria. La chiesa era una delle antiche priorie medievali di Firenze, una delle quattro del sestiere di San Pier Scheraggio.

## Storia e descrizione
Eretta nel IX secolo, epoca a cui risale la maggior diffusione del culto della martire Cecilia dopo che Pasquale I ne scoprì le reliquie nell'822, la chiesa è citata in un documento per la prima volta nel 929-930, e di nuovo nel 966 sotto il vescovo Sichelmo. Ebbe il titolo di collegiata con tanto di canonici fino al 1250, e nel suo chiostro ebbero residenza i consoli dell'Arte del Cambio, che ogni anno celebravano la festa della santa.
Nel 1304 fu danneggiata da un incendio scatenato dai nemici di Neri degli Abati, ma venne presto ricostruita, anche se il Duca di Atene minacciò di volerla far demolire per avere sgombra la vista dal Palazzo dei Priori. Nel 1367 fu ribassata per allargare piazza della Signoria e successivamente venne ricostruita in maniera capovolta, con l'ingresso sulla piccola piazza de' Malespini (oggi piazza Santa Cecilia).
Nel 1637 fu di nuovo capovolta mettendo l'ingresso sotto la Loggia dei Pisani, per cercare di dare un tono più decoroso a un luogo definito di "molte indecenze". Nel 1783, come altre piccole parrocchie, fu soppressa e i suoi arredi vennero trasportati nella vicina Santo Stefano al Ponte: tra di essi un reliquiario della martire donato da Clemente VIII nel 1595 e la pala d'altare di Francesco Curradi con la Morte di santa Cecilia alla presenza di Urbano I (1641), dove la santa assomiglia alla Beatrice Cenci di Guido Reni nella Galleria nazionale d'arte antica di palazzo Barberini. Vi si trovava anche il dossale trecentesco di Santa Cecilia e storie della sua vita oggi agli Uffizi, opera eponima del Maestro della Santa Cecilia, uno tra i principali seguaci di Giotto a Firenze. 
Demolita definitivamente per far spazio al palazzo Lavison, la sua memoria è oggi legata esclusivamente al nome della piazzetta tra piazza della Signoria e via Vacchereccia.

## Confraternite

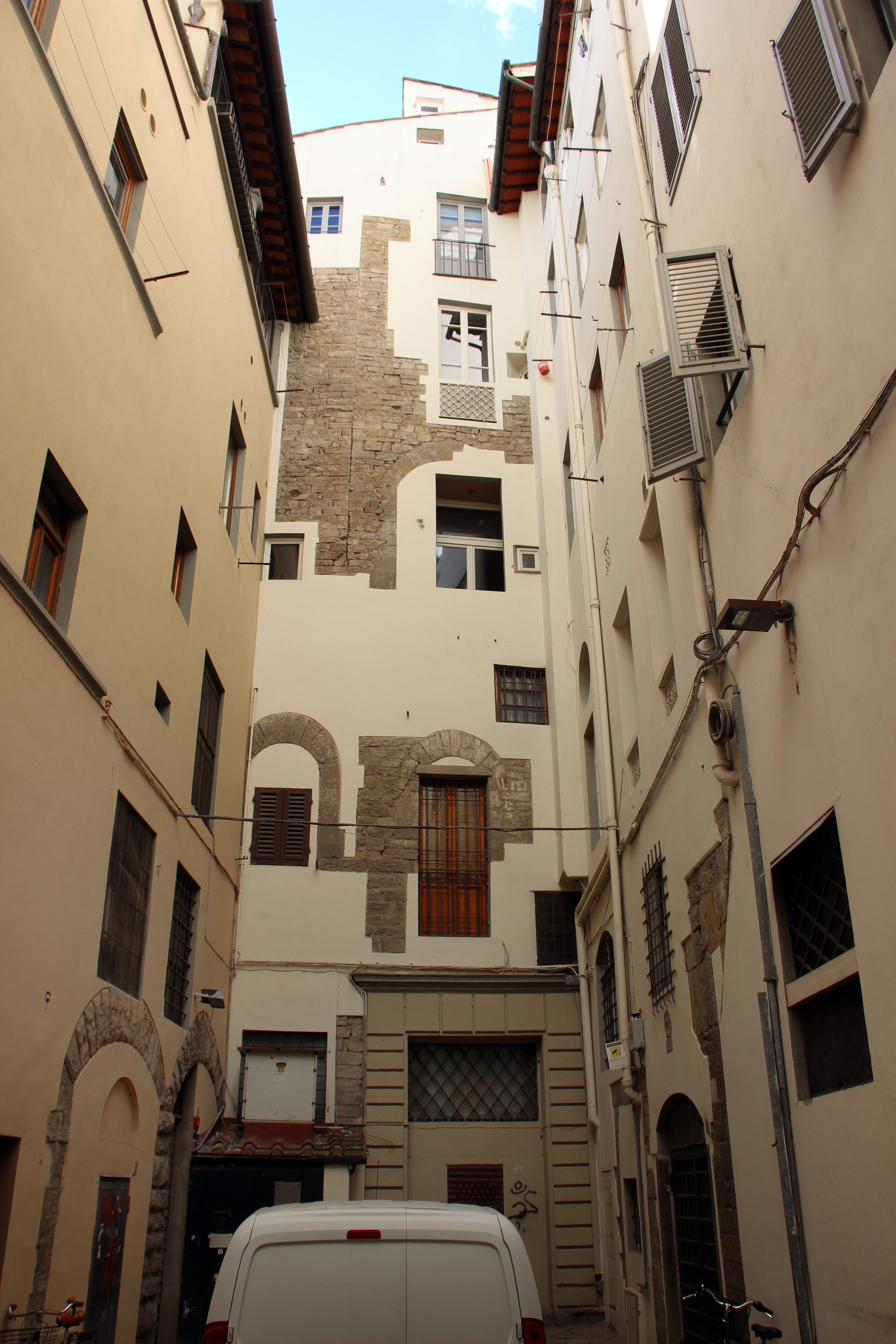
Piazza Santa Cecilia

Nella chiesa e nei suoi annessi si riunirono nel tempo alcune confraternite, tra cui la Compagnia di Sant'Eligio degli Orefici.

## Piazza di Santa Cecilia
La piazzetta si trova nascosta nell'isolato tra piazza della Signoria, via Vacchereccia, via Por Santa Maria e Calimaruzza, con accesso solo dal breve vicolo dei Malespini, a sua volta recante in via Vacchereccia. Nella piazza oggi non si trovano tracce dell'antica chiesa, al cui posto sorge il retro del palazzo delle Assicurazioni Generali, ma assomiglia piuttosto a una corte privata si alti edific medievali, tra cui a sud est la torre dei Ciacchi e a nord il retro del palazzetto su via Calimaruzza 1, a fianco del quale esisteva un vicolo oggi scomparso. Su quest'ultimo edificio, al di sopra di una porta carraia, si trovano un pietrino dell'Arte dei Mercatanti, col numero univoco CX (altri se ne trovano sulla facciata), e un piccolo tabernacolo con una mattonella in ceramica smaltata col busto di Santa Cecilia di profilo. 
In piazza Santa Cecilia, nel piccolo ingresso che porta ad alcuni locali sotterranei, ebbe sede lo storico locale gay "Club Tabasco", ricordato come il primo in città e uno dei primi d'Italia, se non il primo in assoluto, aperto nel 1974 e chiuso definitivamente nel 2015.

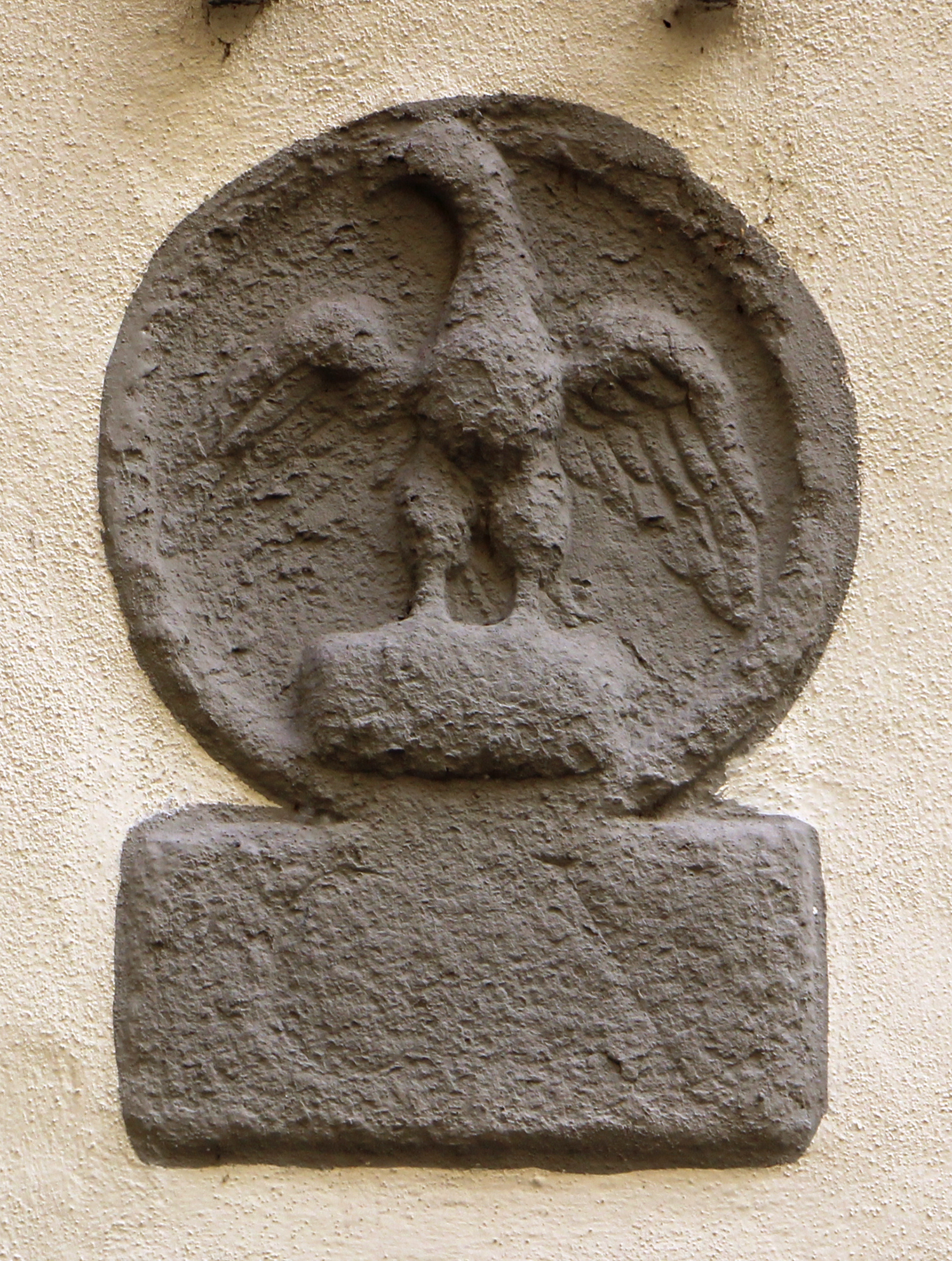
Il pietrino dell'Arte dei Mercatanti
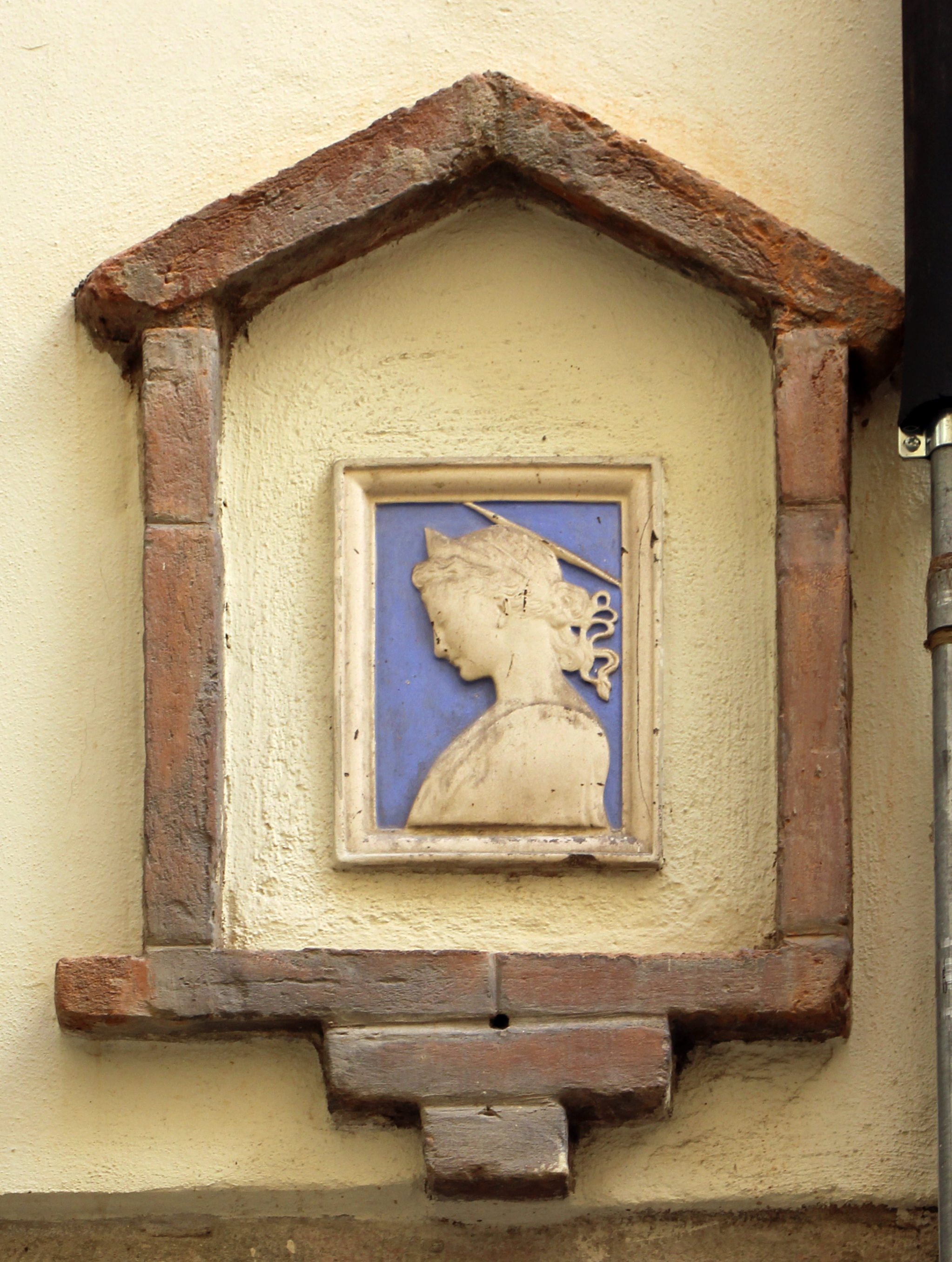
Il tabernacolo di Santa Cecilia
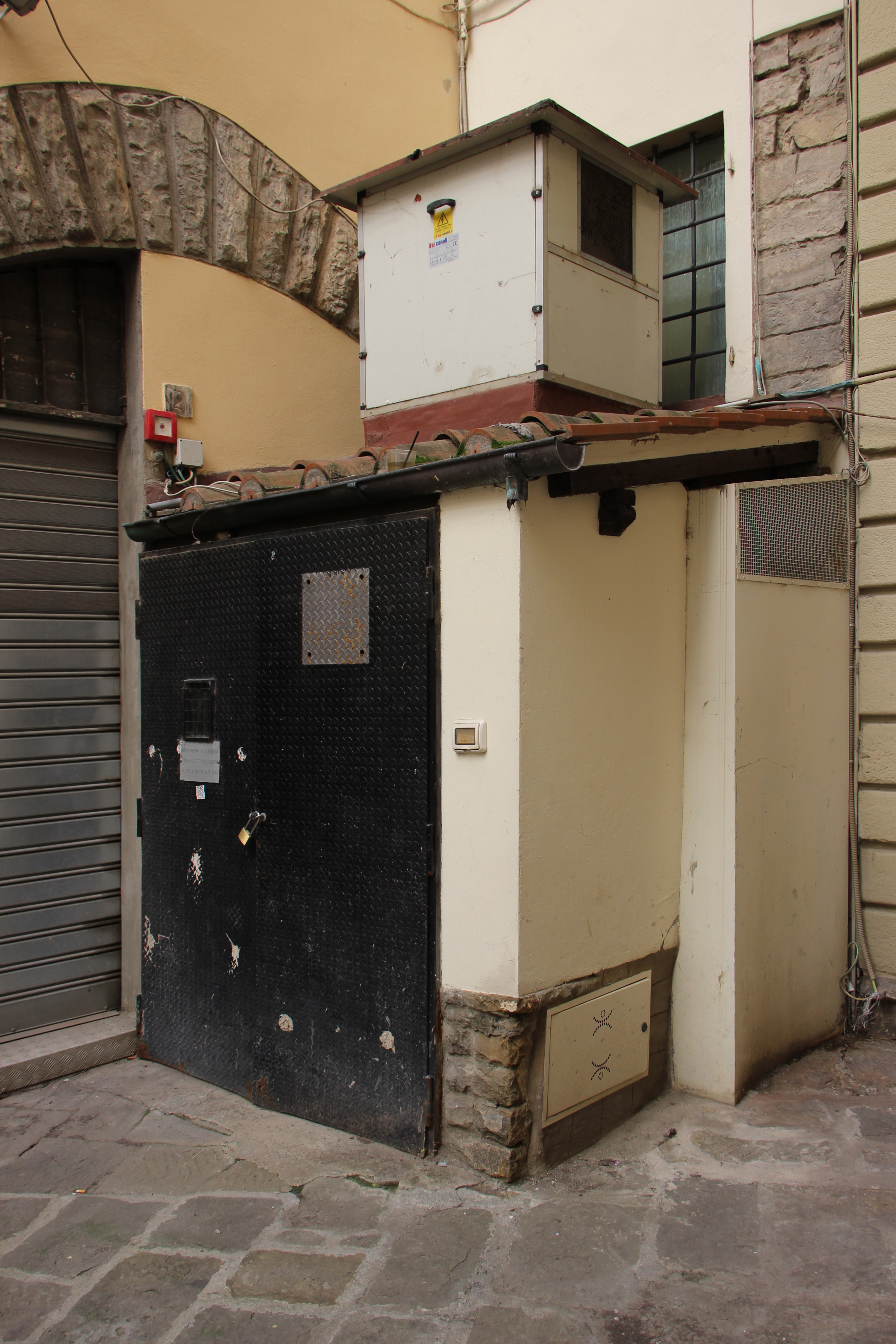
L'ingresso del "Club Tabasco"